# Arricau-Bordes
Arricau-Bordes – miejscowość i gmina we Francji, w regionie Nowa Akwitania, w departamencie Pireneje Atlantyckie.
Według danych na rok 2015 gminę zamieszkiwało 108 osób, a gęstość zaludnienia wynosiła 13,3 osób/km².